# علم رود آيلاند

علم ولاية رود آيلاند

علم حاكم الولاية

أعتمد علم ولاية رود آيلاند في يوم 7 تشرين الثاني - نوفمبر من عام 1897 .

## معنى العلم
يتكون علم ولاية رود آيلاند من مرساة ذهبية في وسط العلم(رمزا للأمل) تحيط بهذه المرساة 13 نجمة خماسية الشكل باللون الذهبي وهي ترمز إلى المستعمرات 13 الأصلية والتي كونت الاتحاد الأمريكي وترمز كذلك إلى أن الولاية هي الرقم 13 في مصادقتها على الدستور الأمريكي ويوجد في أسفل المرساة الذهبية وشاح باللون الأزرق مكتوب عليه وبحروف ذهبية كلمة "HOPE" أي الأمل .

## أعلام سابقة
|  |

## روابط خارجية
- موقع أعلام أقاليم ودول العالم
- علم ولاية رود آيلاند